# Massacre de Khatyn

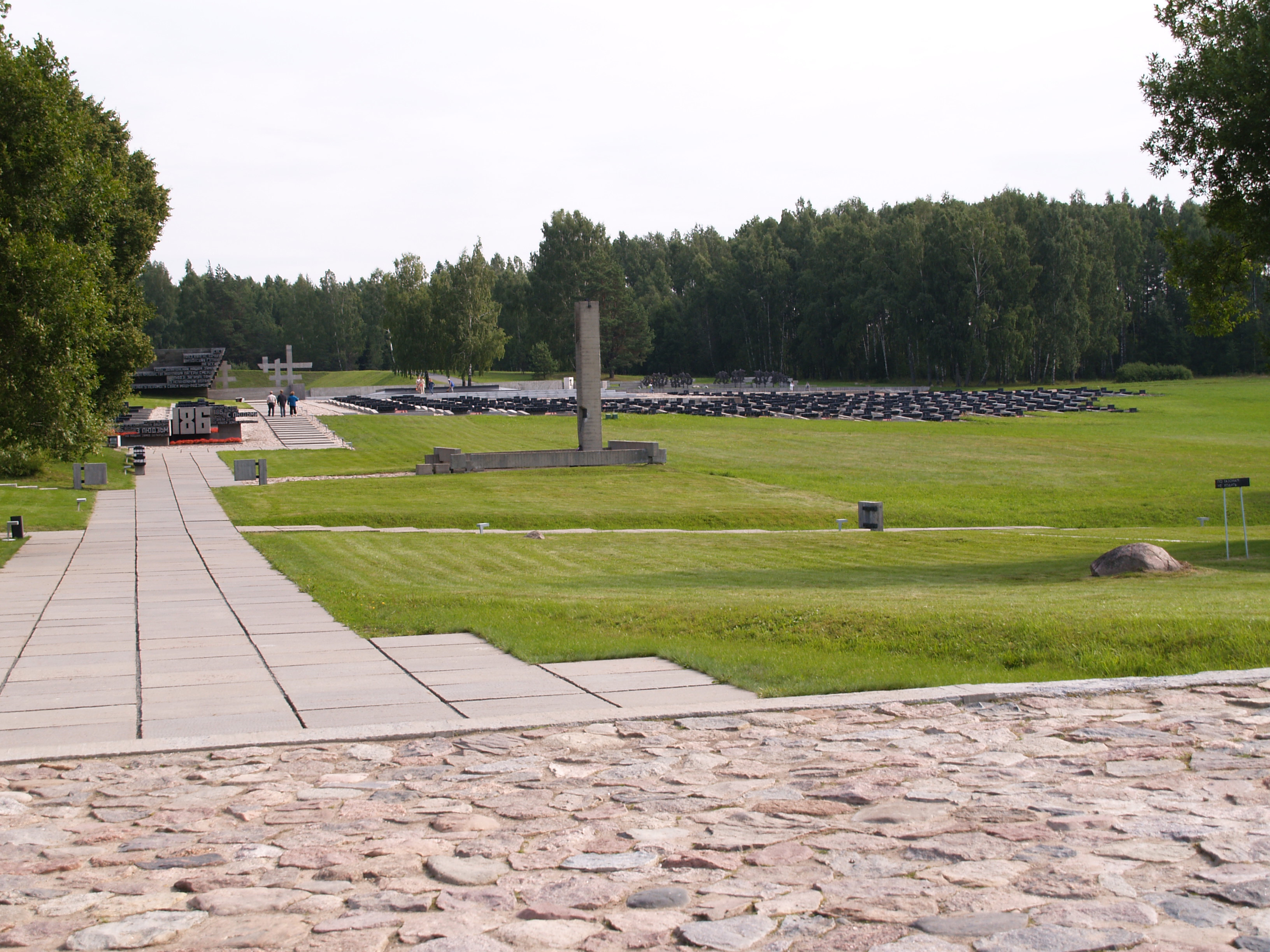
Imagem do Memorial de Khatyn, construído em homenagem aos mortos no massacre.

Massacre de Khatyn foi um extermínio em massa ocorrido na vila de Khatyn (bielorrusso) ou Chatyń (russo), na província de Minsk, RSS da Bielorrússia (então União Soviética), durante a II Guerra Mundial. Em 22 de março de 1943 a população local foi exterminada por homens de um batalhão auxiliar de colaboradores das tropas ocupantes nazistas, o 118º Schutzmannschaft, formado um ano antes em Kiev em sua maioria com colaboradores ucranianos, desertores do exército russo e prisioneiros de guerra, junto com homens das Waffen-SS, integrantes da 36ª Divisão Waffen Grenadier da SS.
O massacre não foi um acidente isolado. Cerca de 5300 pequenas localidades bielorrussas foram destruídas pelos nazistas e vários de seus habitantes executados pelos invasores. Na região de Vitebsk, 243 vilas foram queimadas até o chão por duas vezes, 83 três vezes e 22 vilas foram destruídas três vezes ou mais. Na região de Minsk, 92 vilas foram queimadas duas vezes, 40 delas três vezes, nove quatro vezes e seis vilas cinco ou mais vezes. No total, cerca de dois milhões de civis bielorrussos foram executados na Bielorrússia durante os três anos de ocupação nazista, cerca de um quarto da população total do país.

## O Massacre
Em 22 de março de 1943 um comboio militar alemão foi atacado por membros da resistência perto da vila de Kozin, a cerca de 6 km de Khatyn. O ataque resultou na morte de quatro oficias de polícia do 118º batalhão Schutzmannschaft, composto em sua maioria de desertores russo, ex-prisioneiros de guerra e colaboradores ucranianos, comandados pelo capitão Hans Woellke, morto no atentado. Woellke havia sido campeão olímpico do lançamento do martelo nos Jogos Olímpicos de Berlim, em 1936.
Naquela tarde, reforçado por homens da 36ª Divisão Waffen Grenadier da SS, uma unidade composta em sua maioria de ex-criminosos recrutados para combate anti-guerrilha, o batalhão entrou em Khatyn e retirou todos os habitantes de suas casas, acordando-as na ponta de rifles e colocando-os num grande galpão, que teve suas portas trancadas, coberto com palha e incendiado. As pessoas aprisionadas do lado de dentro que tentavam escapar forçando as portas eram mortas a tiros de metralhadora. 140 pessoas, incluindo 75 crianças, foram assassinadas. A vila foi então saqueada e queimada até o chão. Apenas três crianças conseguiram escapar do cerco, escondendo-se nas redondezas. A mais jovem delas morta tinha apenas sete semanas de vida.
Dentre os que foram aprisionados, Viktor Zhelobkovich, um menino de sete anos, conseguiu sobreviver ferido debaixo do corpo de sua mãe. Outro, Anton Baranovsky, de 12 anos, foi dado como morto por ter uma perna ferida e também escapou. O único adulto sobrevivente, Yuzif Kaminsky, queimado e ferido à bala, recobrou a consciência após os assassinos terem se retirado. Ele teria encontrado seu filho no meio dos corpos, totalmente queimado e ferido mas ainda vivo, e a criança morreu em seus braços. Esse incidente foi depois reproduzido com uma estátua de ambos no Memorial de Khatyn.

## Julgamentos
No pós-guerra, os perpetradores do massacre foram identificados. O comandante do batalhão ucraniano, Vasyl Meleshko, foi julgado pelas autoridades soviéticas, condenado à morte e executado em 1975. Seu chefe-de-staff, outro ucraniano, Grigory Vassiura, foi julgado em Minsk, em 1966, e também condenado à morte. O caso e o julgamento do massacre de Khatin não teve um grande noticiário na mídia local, devido ao receio dos soviéticos de provocar uma fissura na unidade entre os povos da Ucrânia e da Bielorrússia, então duas repúblicas socialistas da URSS.

## O Memorial de Khatyn

Panorama da parte principal do Memorial, erguido no local onde existia a aldeia de Khatyn, na Bielorrússia.

Durante o governo de Leonid Brejnev na União Soviética, uma enorme atenção foi dada a este episódio por parte das autoridades e da imprensa oficial, possivelmente com a intenção de desviar a atenção de outro massacre cujas evidências surgiam em outra região de nome similar, o Massacre de Katyn, na Polônia, quando milhares de soldados poloneses prisioneiros foram executados pela NKVD e que começava a tomar o noticiário internacional com suas descobertas. 
Khatyn tornou-se um símbolo do genocídio da população civil durante as lutas entre guerrilheiros, tropas invasores e colaboradores. Em 1969 ele foi nomeado como memorial de guerra nacional da então República Socialista Soviética da Bielorrússia. Entre os símbolos mais conhecidos dentro do complexo do memorial, há um monumento com três bétulas e uma chama eterna no lugar de uma quarta, que representa um tributo a um em cada quatro bielorrussos que morreram durante a II Guerra. Há também uma estátua de Yuzif Kaminsky carregando seu filho morto e uma grande parede com nichos que representam as vítimas dos campos de concentração, os maiores deles representando os com mais de 20 mil vítimas. Sinos tocam a cada 30 segundos, para lembrar a taxa de tempo em que cada vida de um bielorrusso foi perdida no período de tempo da guerra.
Entre os líderes mundiais que já visitaram o Memorial, encontram-se Richard Nixon, ex-presidente dos Estados Unidos, Fidel Castro de Cuba, Rajiv Gandhi ex-primeiro-ministro da Índia, Yasser Arafat e Jiang Zemin, ex-presidente da China.

## Galeria

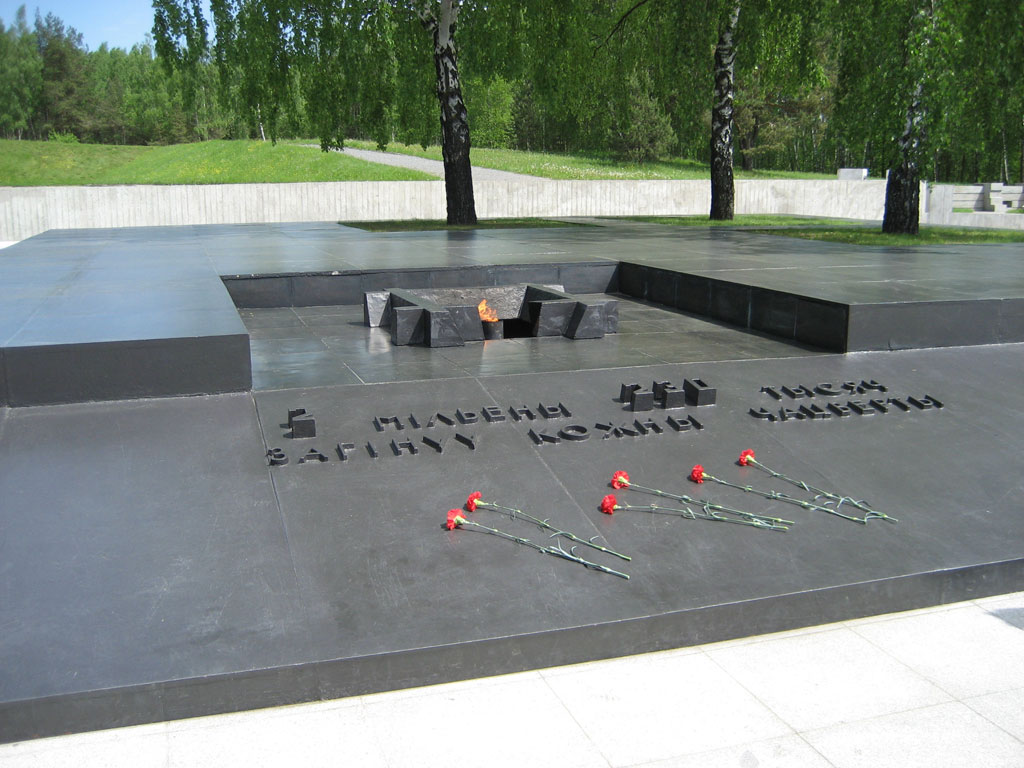
A chama eterna.
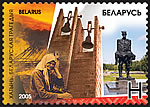
Selo da Bielorrússia em lembrança ao massacre.
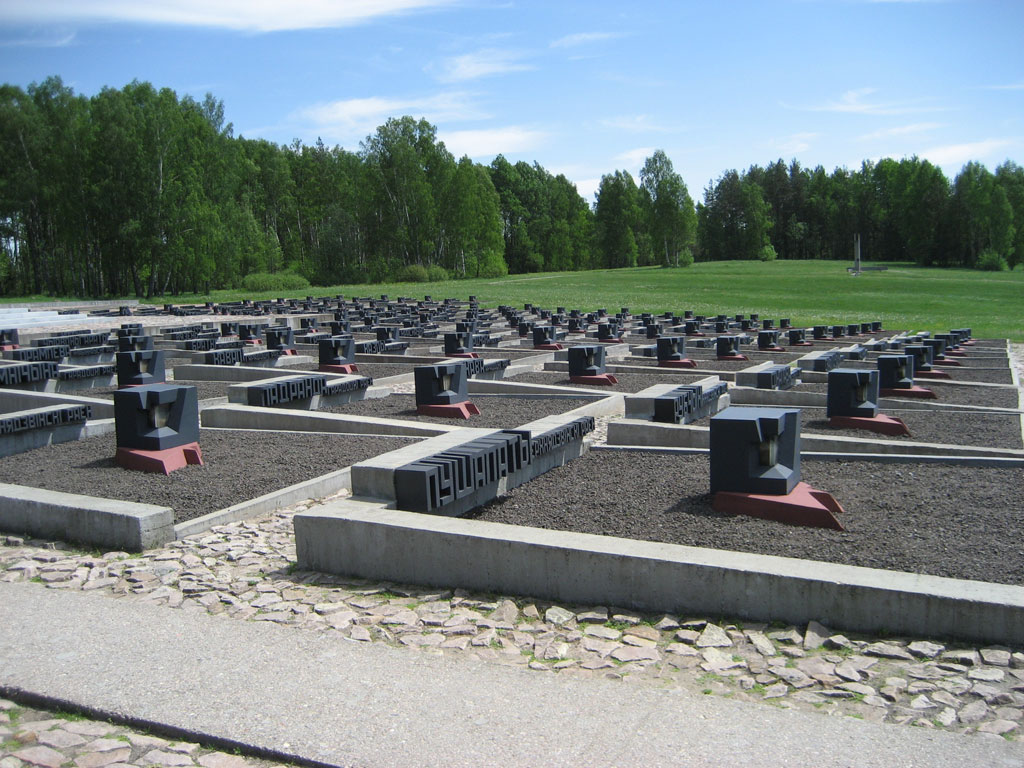
Nichos em homenagem aos bielorrussos mortos pelos nazistas.